# کونستانتینوس آرکوداس
کونستانتینوس آرکوداس (یونانی: Κωνσταντίνος Αρκουδέας؛ زادهٔ ۳۱ مارس ۱۹۷۳) کشتی‌گیر اهل یونان بود.